# Cool with You
Cool with You – piosenka południowokoreańskiej grupy NewJeans. Została wydana przez ADOR 21 lipca 2023 roku i jest jednym z trzech singli promujących drugi minialbum zespołu o nazwie Get Up. „Cool with You” została napisana przez Gigi, Kim Dong-hyuna, Erikę de Casier, Fine Glindvad Jensen i członkinie grupy Danielle, a za kompozycję odpowiadali Park Jin-soo, Frankie Scoca, Erika de Casier i Fine Glindvad Jensen. Do piosenki powstały dwa teledyski - jeden wersji A i drugi wersji B - w których pojawiają się HoYeon Jung i Tony Leung.

## Historia wydania
Dwa teledyski, wersja A i wersja B, do piosenki „Cool with You” zostały udostępnione na oficjalnym kanale YouTube wytwórni Hybe dwa dni przed dostępnością na platformach streamingowych. Nastąpiło to po premierze teledysku do pierwszego singla z albumu Get Up o nazwie „Super Shy” dwa tygodnie wcześniej.

## Kompozycja
„Cool with You” to utwór „silnie zakorzeniony w UK garage”, jak określił go magazyn NME, a Teen Vogue dodało, że jest on „wyjątkowy wokalnie i wizualnie”. Ta druga publikacja podkreśliła „indywidualne biegi i pięknie warstwowe harmonie” zespołu w całym utworze, porównując go do „Hurt” z ich debiutanckiego minialbumu.

## Teledysk

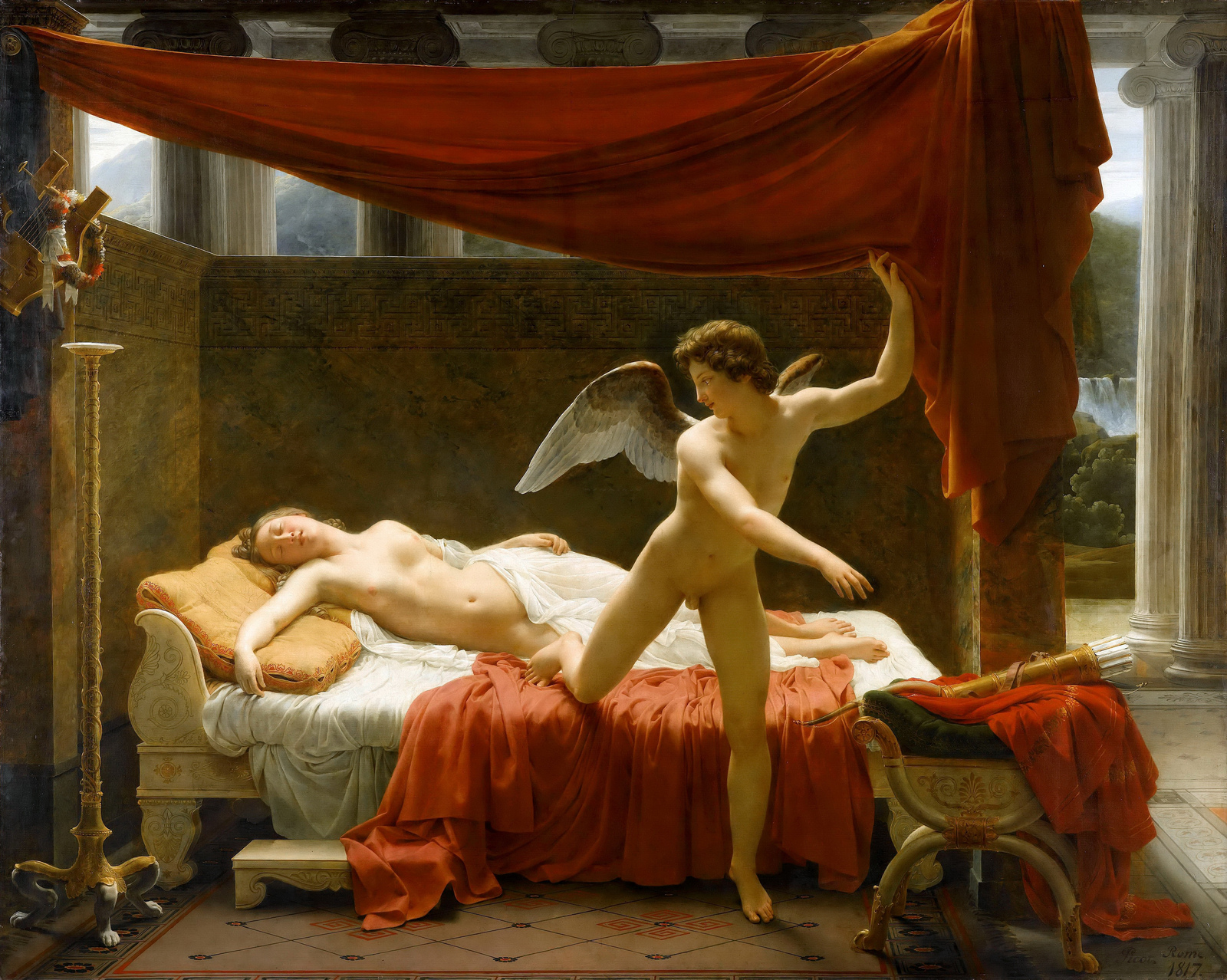
Teledysk skupia się wokół opowieści o Kupidynie i Psyché, której przedstawienie znajduje się na obrazie L'Amour et Psyché (1817) autorstwa François-Édouarda Picota.

Oba teledyski, wersja A i wersja B, zostały wyreżyserowane przez Shin Wooseoka i nakręcone w Barcelonie w Hiszpanii. W teledyskach występuje Jung Ho-yeon, który gra postać Kupidyna (lub Erosa), i porusza się po życiu, pozostając niewidzialny dla ludzi wokół niej. Po wejściu do muzeum sztuki, członkini NewJeans, Danielle, prezentuje publiczności obraz olejny zatytułowany L'Amour et Psyché (1817) autorstwa François-Édouard Picot, w którym opowiada historię zakazanej miłości między Kupidynem a Psyche. Krótko po obejrzeniu obrazu Kupidyna dostrzega mężczyznę, który reprezentuje Psychę (grany przez Micol Vela) i szybko zakochuje się w nim, podczas gdy członkinie NewJeans wcielają się w anioły, obserwując rozwijającą się zakazaną historię miłości.
W wersji B teledysku w końcu Kupidyn jest widoczny dla mężczyzny, którego po raz pierwszy zobaczył w muzeum sztuki, i w ten sposób ich historia miłosna zaczyna się rozwijać. Tony Leung wciela się w teledysku w antagonistkę Afrodytę; gdy się pojawia na ekranie, okazuje się, że sprawił, iż Psyche zakochała się w innej kobiecie, podczas gdy Kupidyn powraca do bycia całkowicie niewidzialnym. Teledysk kończy się, gdy Cupid patrzy, jak NewJeans tańczy do utworu „Get Up”.

## Personel
Zaadaptowane z Melon.
- NewJeans – wokal
  - Danielle Marsh - autorka tekstów
- Erika de Casier –autorka tekstów, kompozytorka
- Fine Glindvad Jensen – autorka tekstów, kompozytor
- Park Jin-soo – kompozytor, aranżer
- Frankie Scoca – kompozytor, aranżer
- Gigi – autor tekstów
- Kim Dong-hyun – autor tekstów

## Notowania
| Lista                                   | Najwyższa pozycja | Źr.    |
| --------------------------------------- | ----------------- | ------ |
| Australia (ARIA)                        | 40                | [ 11 ] |
| Canada (Canadian Hot 100)               | 57                | [ 12 ] |
| Global 200 (Billboard)                  | 22                | [ 13 ] |
| Hong Kong (Billboard)                   | 4                 | [ 14 ] |
| Japan (Japan Hot 100)                   | 43                | [ 15 ] |
| Japan Combined Singles (Oricon)         | 38                | [ 16 ] |
| Malaysia (Billboard)                    | 8                 | [ 17 ] |
| New Zealand Hot Singles (RMNZ)          | 8                 | [ 18 ] |
| Singapore (RIAS)                        | 4                 | [ 19 ] |
| South Korea (Circle)                    | 14                | [ 20 ] |
| South Korea (Billboard)                 | 7                 | [ 21 ] |
| Taiwan (Billboard)                      | 6                 | [ 22 ] |
| UK Indie (OCC)                          | 48                | [ 23 ] |
| US Billboard Hot 100                    | 93                | [ 24 ] |
| US World Digital Song Sales (Billboard) | 7                 | [ 25 ] |
| Vietnam (Vietnam Hot 100)               | 7                 | [ 26 ] |